# Divertimenti voor dwarsfluit, hobo, klarinet en fagot
De Divertimenti voor dwarsfluit, hobo, klarinet en fagot is een compositie van Frank Bridge. Bridge deed lang over het componeren van het werk. Tussendoor kwam een hartinfarct en hij voltooide zijn vierde strijkkwartet. Na deze divertimenti volgden nog twee voltooide werken en een onvoltooid deel voor een dus ook nooit voltooide symfonie.
De divertimenti begonnen als een verjaardagscadeau voor zijn geldschieter Elizabeth Sprague Cooldige, maar Bridge kreeg maar twee deeltjes voltooid. Drie jaar later begon hij eigenlijk weer opnieuw en in 1938 was het dan eindelijk af. Bridge zond het naar zijn sponsor voor een uitvoering in mei 1938, maar die zag niets in een werk voor blaaskwartet. Zij wilde een strijkkwartet en kreeg het vierde strijkkwartet. Bridge moest zelf zorgen dat de Divertimenti werden uitgevoerd. In juli 1939 vond er een opname plaats voor een radio-uitzending van de BBC. Sprague Coolidge zag er ineens wel wat in en liet op 14 april 1940 in haar thuisland de Verenigde Staten de eerste publieke uitvoering plaatsvinden. Bridge kon daar vanwege de Tweede Wereldoorlog niet (meer) bij zijn.

## Delen
1. Prelude
2. Nocturne
3. Scherzetto
4. Bagatelle

## Discografie
- 1981. A Frank Bridge spicilegium., Pembury, Kent: "Pearl".